# حمل (النادرة)

تعديل مصدري - تعديل

حمل محلة تابعة لقرية ذودان، التابعة لعزلة الفجرة بمديرية النادرة إحدى مديريات محافظة إب في الجمهورية اليمنية، بلغ تعداد سكانها 151 حسب تعداد اليمن لعام 2004.